# Eobald Toze
Eobald Toze (* 1715 in Konitz (Westpreußen); † 27. März 1789 in Bützow) war ein Historiker und Professor der Geschichte an der Universität Bützow.

## Leben
Eobald Toze war Sohn eines in polnischen Diensten stehenden Offiziers. Seit Beginn der 1740er war er Hauslehrer bei dem Landrat von Stackelberg auf Kaltenbrunn in Estland und begleitete dessen Söhne auf die Universität Göttingen. Dort blieb er und erwarb den Magistergrad. 1747 wurde er als Universitätssekretär eingestellt und als Übersetzer tätig. Durch diese Übersetzungen und eigene geschichtliche Untersuchungen erwarb er sich einen guten Ruf und wurde Mitglied des königlichen historischen Instituts. Ab 1751 war er ordentlicher Zuhörer in der Göttinger Akademie der Wissenschaften.
Ende 1761 wurde er als ordentlicher Professor der Geschichte und Philosophie an die neubegründete Universität Bützow berufen, wo er bis zu seinem Tod blieb. Sein Hauptwerk war die Ausarbeitung Der gegenwärtige Zustand von Europa. Sie erschien 1767 in Bützow und wurde als  Einleitung zur allgemeinen und besonderen europäischen Staatskunde auch in Englische, Holländische und Dänische übertragen.
Im Jahr 1772 wurde er zum Hofrat ernannt und wechselte in die juristische Fakultät. 1774 erhielt er den Titel Wirklicher Justizrat.
Kurz vor seiner Versetzung an die Universität Rostock zu Ostern 1789 und der Aufhebung der Hochschule in Bützow starb er am 27. März 1789.